# 埃尔布塔尔
埃尔布塔尔是德国黑森州的一个市镇。总面积11.11平方公里，总人口2378人，其中男性1185人，女性1193人（2011年12月31日），人口密度214人/平方公里。